# Ängelholms kyrka
Ängelholms kyrka ligger i centrala Ängelholm. Den tillhör Ängelholms församling i Lunds stift.

## Historia
Den första kyrkan i Ängelholm uppfördes 1516 strax efter att staden grundats. Föregångaren Luntertuns kyrkas klocka flyttades till Ängelholms kyrka, där den fortfarande bevaras. Den nya kyrkan kom emellertid att förstöras helt 1565 vid ett krig mot svenskarna, då Skåne var en del av Danmark, och förblev en ruin i över hundra år. Församlingen hade då bara ett träkapell. 

## Kyrkobyggnaden
I början av 1700-talet uppfördes den nuvarande kyrkan på ruinerna av den gamla. En genomgripande om- och tillbyggnad efter ritningar av Johan Fredrik Åbom var klar 1868, då korsarmarna breddades, och armen mot väster förlängdes och försågs med det nuvarande kyrktornet. Åren 1931-1932 tillbyggdes sakristian och interiören restaurerades 1941. I början av 1980-talet byggdes ett samlingsrum på norrsidan och 2000 genomgick kyrkan en stor invändig renovering, då den kalkades om och ett nytt fristående altare tillkom. 

## Inventarier
- Altartavlan är tredelad och målad 1940-1941 av Torsten Nordberg.
- Dopfunten av kalksten är huggen år 1941 av Anders Jönsson efter ritningar av arkitekt Martin Westerberg.
- Predikstolen är tillverkad år 1866 efter ritningar av murmästare J. Hallberg och består av en åttakantiga korg som vilar på en pelare. Ovanför korgen hänger ett åttakantigt ljudtak.
- Glasmålningar i tre fönster åt öster är även de utförda av Nordberg.

### Orgel
- 1750 byggde rådmannen Carl Stenberg, Landskrona en orgel med 11 stämmor.
- 1873 byggde Anders Victor Lundahl, Malmö en orgel med 18 stämmor.
- 1923 byggde Furtwängler & Hammer, Hannover, Tyskland en orgel med 40 stämmor.
- 1959 byggde Wilhelm Hemmersam, Köpenhamn en mekanisk orgel med ny fasad.

| Unterverk I   | Huvudverk II    | Bröstverk III      | Pedal            | Koppel |
| Gedakt 8'     | Principal 8'    | Spidsgamba 8'      | Subbas 16´       | II/P   |
| Principal 4'  | Rørfløjte 8'    | Hulfløjte 4'       | Oktav 8'         | III/P  |
| Rørfløjte 4'  | Oktav 4'        | Quintatön 2'       | Gedakt 8'        | I/II   |
| Blokfløjte 2' | Gedaktfløjte 4' | Siffløjte 1'       | Nathorn 4'       | III/II |
| Nasat 1 1/3'  | Quint 2 2/3'    | Sesquialtera 2 kor | Gemhorn 2'       |        |
| Scharf 2 kor  | Oktav 2'        | Cymbel 1 kor       | Hintersatz 3 kor |        |
| Krumhorn 8'   | Mixtur 4 kor    | Rankett 16'        | Fagot 16'        |        |
| Tremolo       | Dulcian 16'     | Regal 4'           | Trompet 8'       |        |
|               | Trompet 8'      | Tremolo            | Skalmej 4'       |        |
|               |                 |                    | Cornet 2'        |        |

- Orgeln är tillverkad år 2000 i Danmark av Carsten Lunds Orgelbyggeri.

#### Kororgel
- 1957 byggde Wilhelm Hemmersam, Köpenhamn en orgel till kyrkan. Orgeln flyttades till Källs-Nöbbelövs kyrka.

| Manual I      | Manual II     | Pedal      | Koppel |
| Gedakt 8'     | Salicional 8' | Subbas 16´ | I/P    |
| Principal 4'  | Rörflöjt 4'   |            | II/P   |
| Blockflöjt 2' | Scharf 2 chor |            | II/I   |

- Den nuvarande kororgeln byggdes 1972 av Anders Persson Orgelbyggeri, Viken och är en mekanisk orgel.

| Manual       |
| Gedakt 8'    |
| Rörflöjt 4'  |
| Principal 2' |
| Oktava 1'    |

#### Diskografi
Inspelningar av musik framförd på kyrkans orgel.
- Freedom - the vision / Landgren, Johannes, orgel ; Lewin, Håkan, saxofon ; Lauritsen, Kjeld, orgel. CD. Linx LXD 115. 2002. Inspelad 2001.

### Kyrkklockor

#### Storklockan (Botulfsklockan)
Togs i bruk 1948. På klockans övre rand den latinska texten: ”BENEDIC ANIMA MEA JEHOVAE ET OMNIA INTESTINA MEA NOMINI SANCTITATIS EJUS. PSALMUS C III:I.” Texten är ett citat från Psalm 103:1 i Bibeln. I Helge Åkesons översättning: ”Lova Jehová, min själ, och allt, som i mig är, love hans heliga namn.” På den ena sidan står: "ANNO DOMINI NITTONHUNDRAFYRTIOÅTTA I GUSTAV V:s NITTIONDE LEVNADSÅR OCH FYRTIOFÖRSTA REGERINGSÅR DÅ EDVARD RODEHE VAR BISKOP I LUND HANS BIRGER HAMMAR KYRKOHERDE GUNNAR TWETE VICE PASTOR CARL ERIC ROSENQUIST ORGANIST NILS MELIN OCH JACOB ALBIN MÖLLER KYRKOVÄRDAR BLEV JAG SANKT BOTULFS KLOCKA GJUTEN AV M. & E. OHLSSON I YSTAD." På den andra sidan: "TILL JORDEVANDRARNAS TYNGDA BRÖST MIN STÄMMA LJUDER MED HOPP OCH TRÖST ATT VÄRLDENS SYSKONKRETS KALLA TILL KÄRLEKENS VERK FÖR ALLA. DU HÖR MIN KLANG FRÅN DIN BARNDOMSTID DEN RINGER OMSIDER DITT STOFT TILL FRID OCH BÄR TILL UNGA OCH GAMLA BUD FRÅN VÄRLDARNAS HERRE OCH HIMMELENS GUD. ERNST LEONARDH". Vikt 1231 kg och ger tonen F1. Höjd: 123 cm. Diameter: 117 cm.

#### Mellanklockan (Callmanderklockan)
Donerades av apotekaren Jacob Callmander och togs i bruk 1925. Den ena inskriptionen lyder: "GLORIA IN EXCELSIS DEO. GJUTEN AV M. & O. OHLSSONS I YSTAD." Den andra: "ÅR 1925 SKÄNKTES DENNA KLOCKA TILL ÄNGELHOLMS KYRKA AV APOTEKAREN JACOB CALLMANDER." Vikt 550 kg och ger tonen A1. Höjd: 100 cm. Diameter: 90 cm.

#### Lillklockan (Luntertunklockan)
Klockan härstammar från Luntertun. Den göts och togs i bruk 1470. Inskrift: "(märke)anno+domini+m+cccc+lxx+o rex glorie+criste+veni+cvm+pace+magist(märke)er+lavrensius+tummi+klavs+som(märke)agctaáve+maria+gracia+plena+d" Översättning: A.D. 1470. O ärans konung Kriste kom med fred. Magister Laurentius. Tummi Klausson. (agcta?) Hell Maria, full av nåd. Bokstaven "d" är möjligen den första i "Dominus tecum". (=Herren med dig). Vikt: 250 kg och ger tonen C2. Höjd: 89 cm. Diameter: 72 cm.  Gjuten av "magister Laurentius" i Landskrona. En systerklocka, gjuten av samma mästare 1460, hänger i Skummeslövs kyrka.

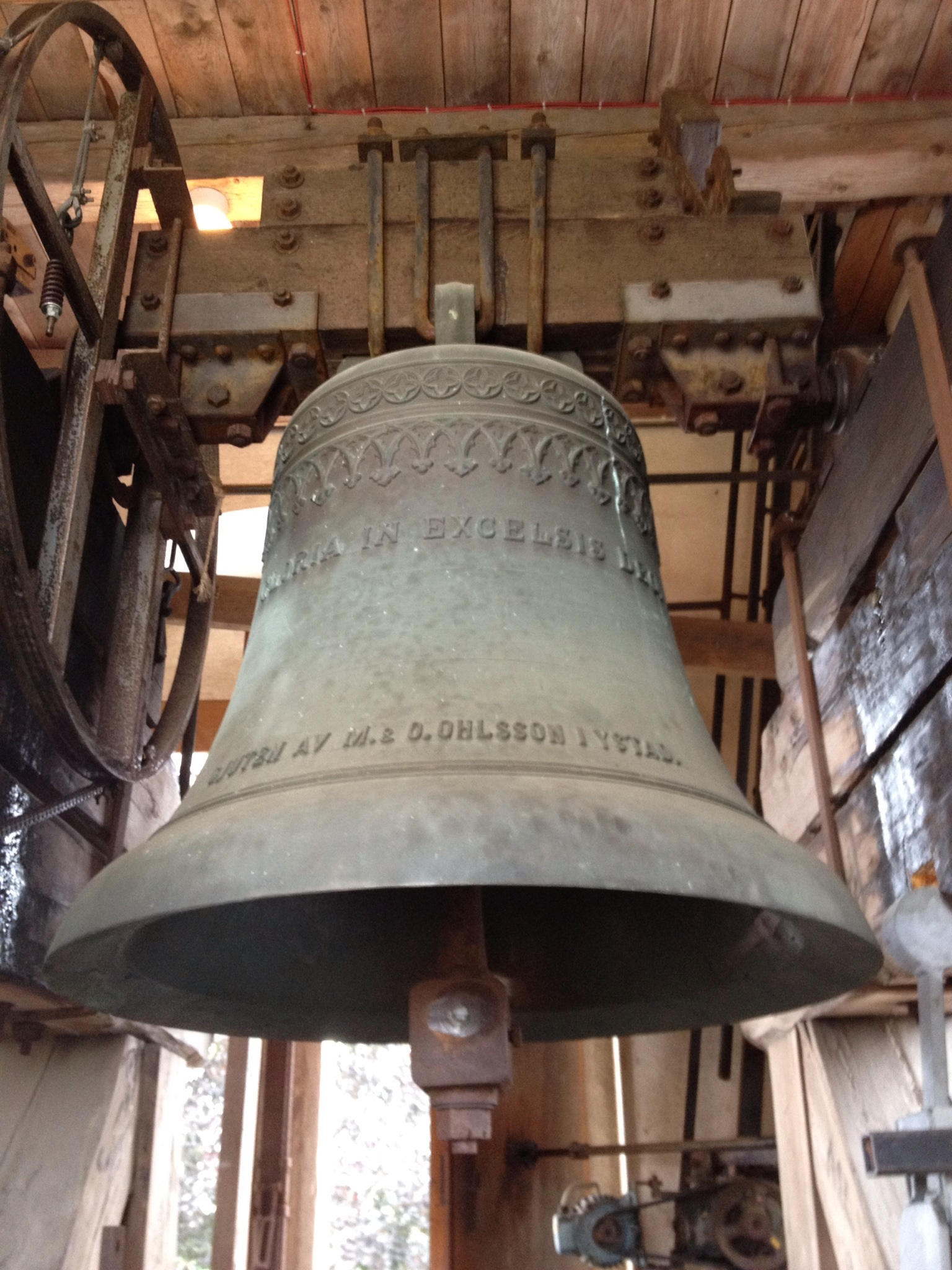
Mellanklockan (Callmanderklockan)
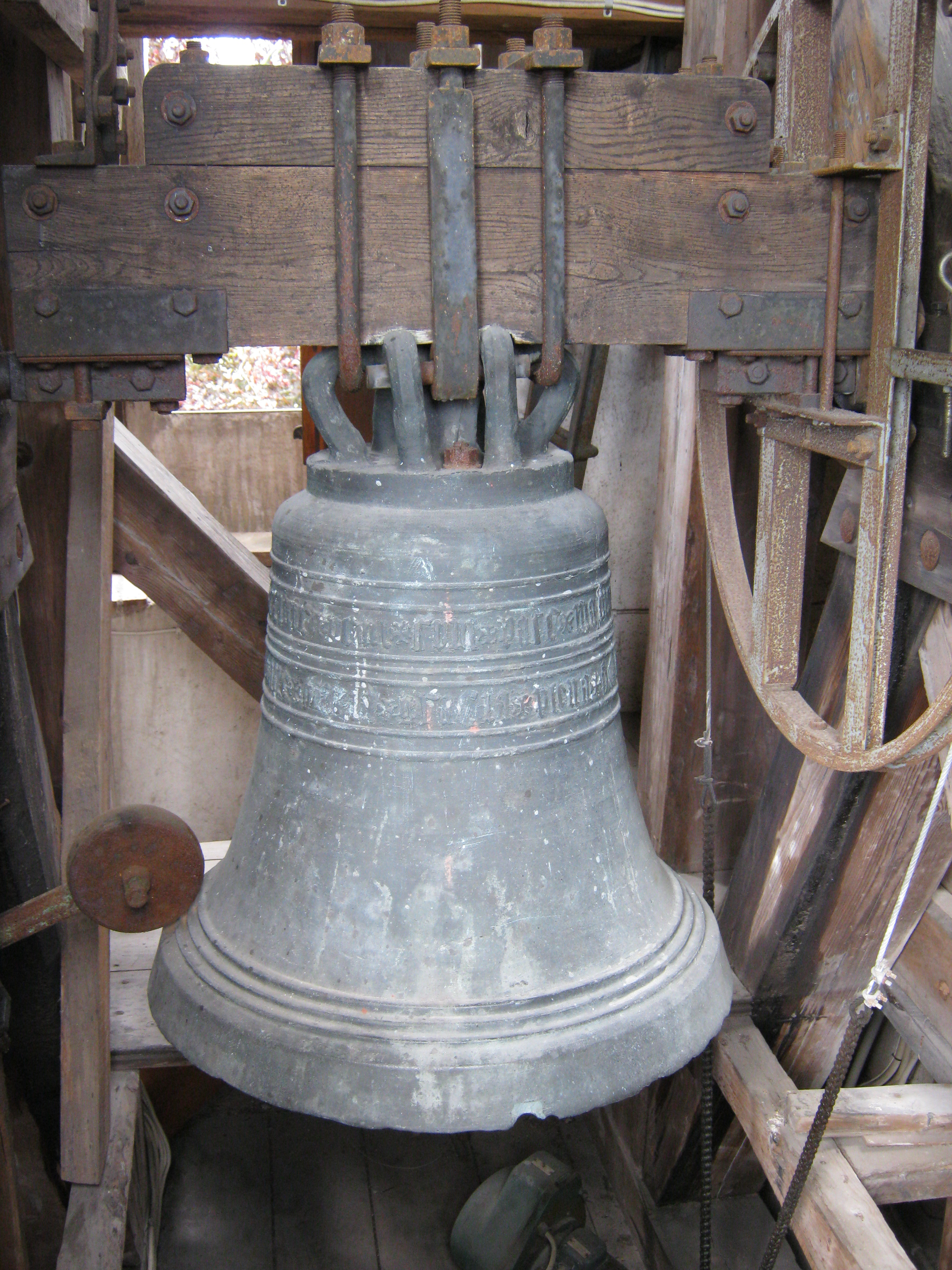
Lillklockan (Luntertunklockan)

## Bilder

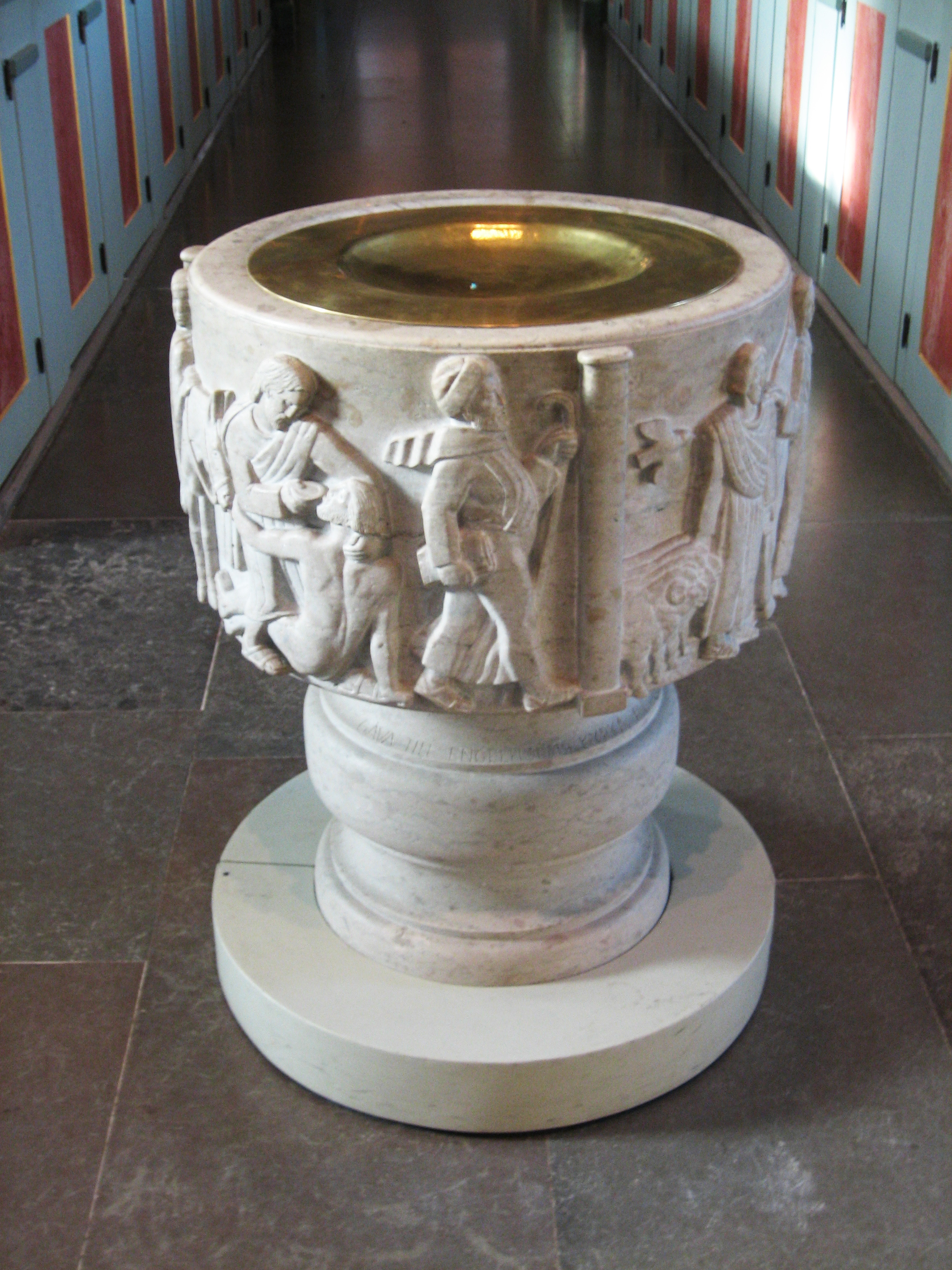
Dopfunt
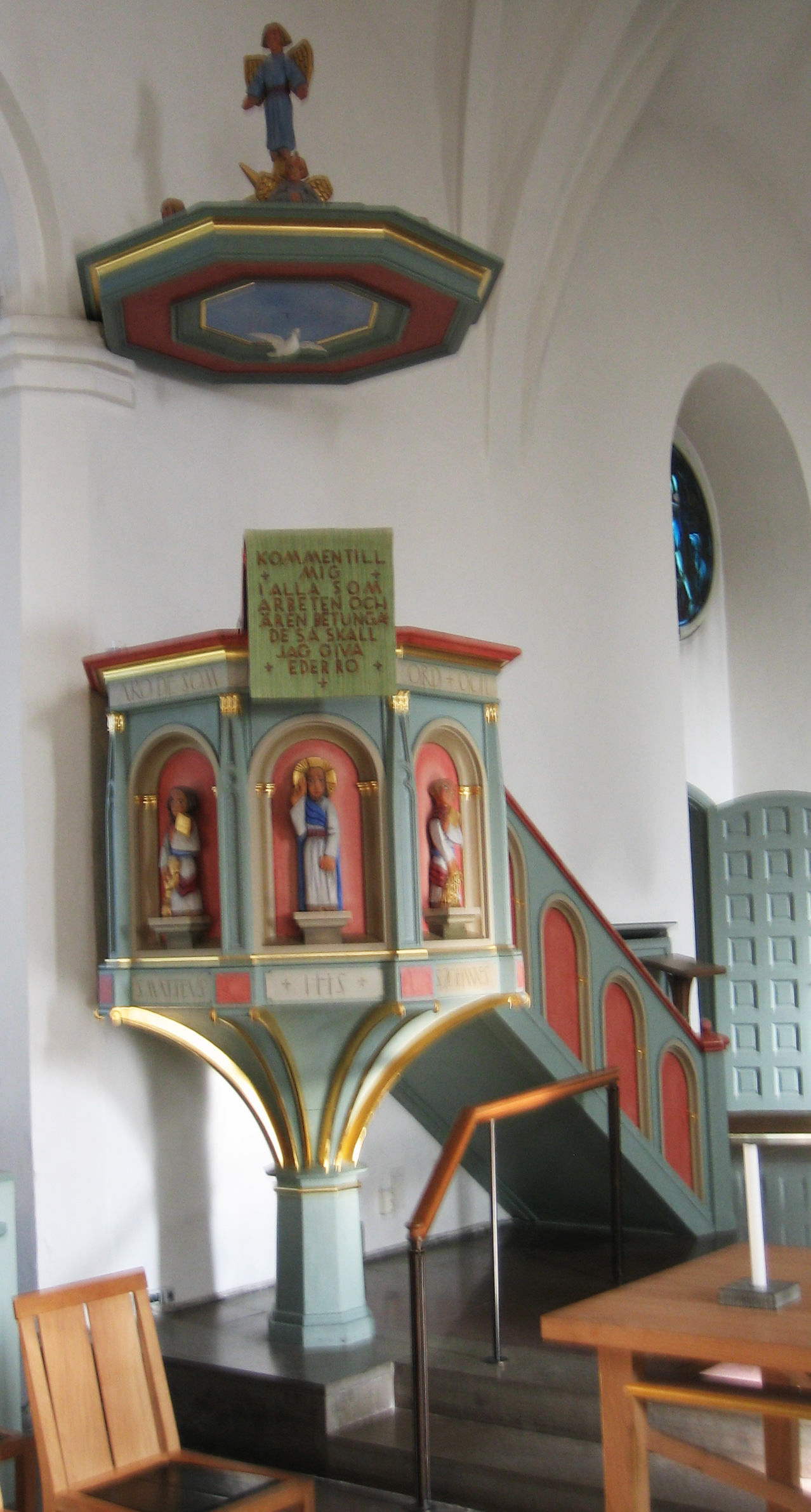
Predikstol
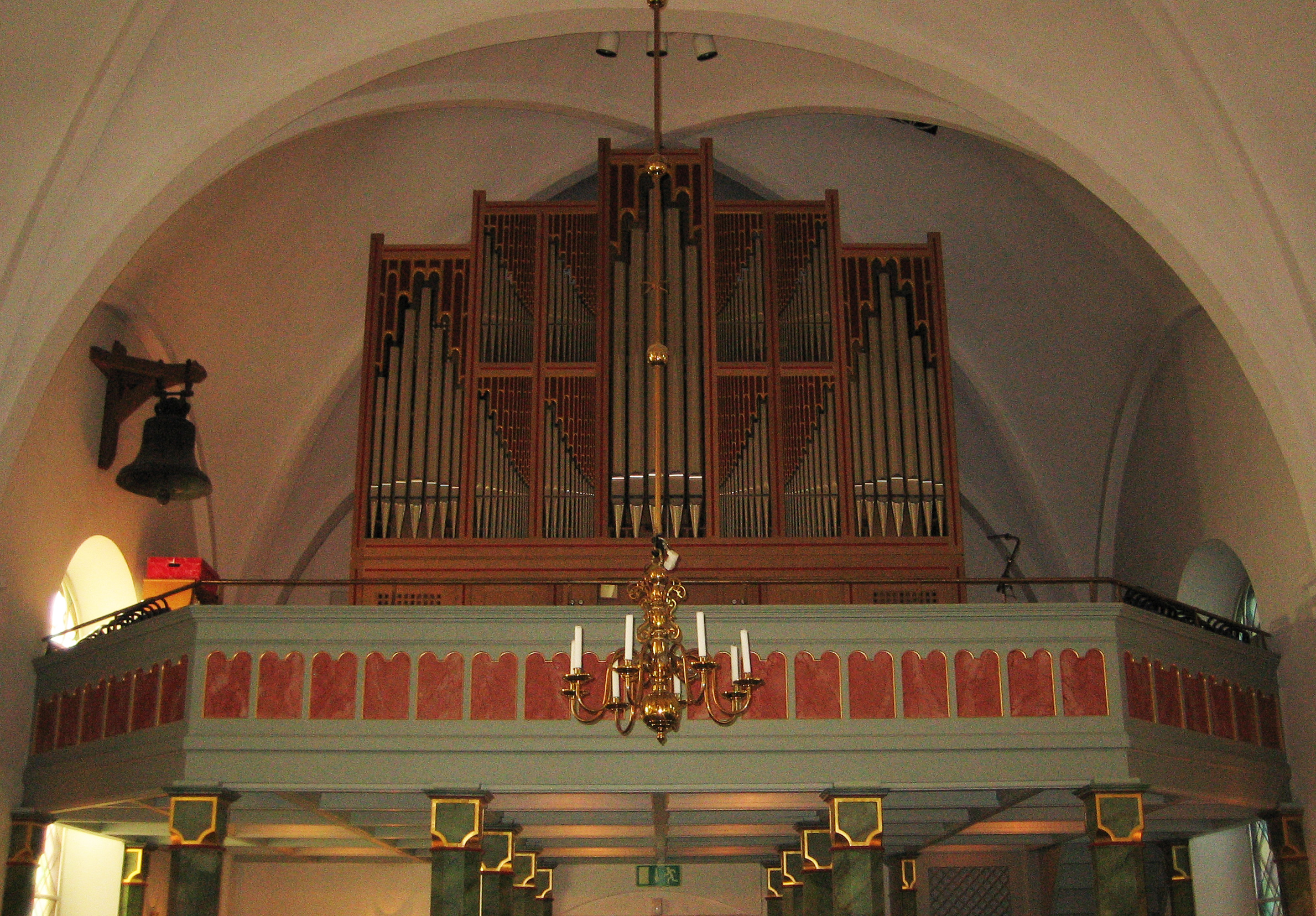
Orgel